# Soleil battant
Pour plus de détails, voir Fiche technique et Distribution.
Soleil battant est un film dramatique français réalisé par Clara et Laura Laperrousaz, sorti en 2017.

## Synopsis
Pour les vacances, Gabriel et Iris retournent dans une maison de famille au Portugal avec leurs filles Emma et Zoé, d’irrésistibles jumelles de 6 ans. Dans la splendeur estivale de la campagne portugaise, dans les baignades et les rires des petites, le passé du couple se réveille.
Emma est dépassée par un secret trop grand pour elle, qu’elle n’a pas le droit de partager avec sa jumelle. Une sourde menace semble planer sur le quatuor.

Noirceur solaire
Dans ce premier long métrage inspiré par leur propre enfance, Clara et Laura Laperrousaz ménagent le suspense et jouent sur les contrastes : la noirceur d'un trauma familial et la beauté solaire des personnages ; la blessure indicible des parents et la liberté de l'imaginaire enfantin ; la force de l'amour et la fragilité des vies.
Cette part autobiographique revendiquée intensifie l'émotion insufflée par leur film, porté par les compositions bluffantes des jeunes Océane et Margaux, et le mystère sensuel d'Ana Girardot, bel espoir du cinéma français.

## Fiche technique
- Titre : Soleil battant
- Réalisation : Clara et Laura Laperrousaz
- Scénario : Clara et Laura Laperrousaz
- Photographie : Vasco Viana
- Montage : Nicolas Desmaison
- Décors : Isabel Branco
- Costumes : Valérie Cabeli
- Musique : Giani Caserotto
- Producteur : Paulo Branco
- Production : Alfama Films et Leopardo Filmes
- Distribution : Alfama Films
- Pays d'origine :  France
- Langue : français et portugais
- Genre : drame
- Durée : 95 minutes
- Dates de sortie : 
  -  France :
    - 21 octobre 2017 (Bordeaux)
    - 13 décembre 2017 (en salles)

  -  Portugal : 18 janvier 2018

## Distribution
- Ana Girardot : Iris
- Clément Roussier : Gabriel
- Océane : Emma
- Margaux  : Zoé
- Agathe Bonitzer : Judith
- Teresa Madruga : Cristina
- Paulo Calatré : Miguel